# Patria 6×6

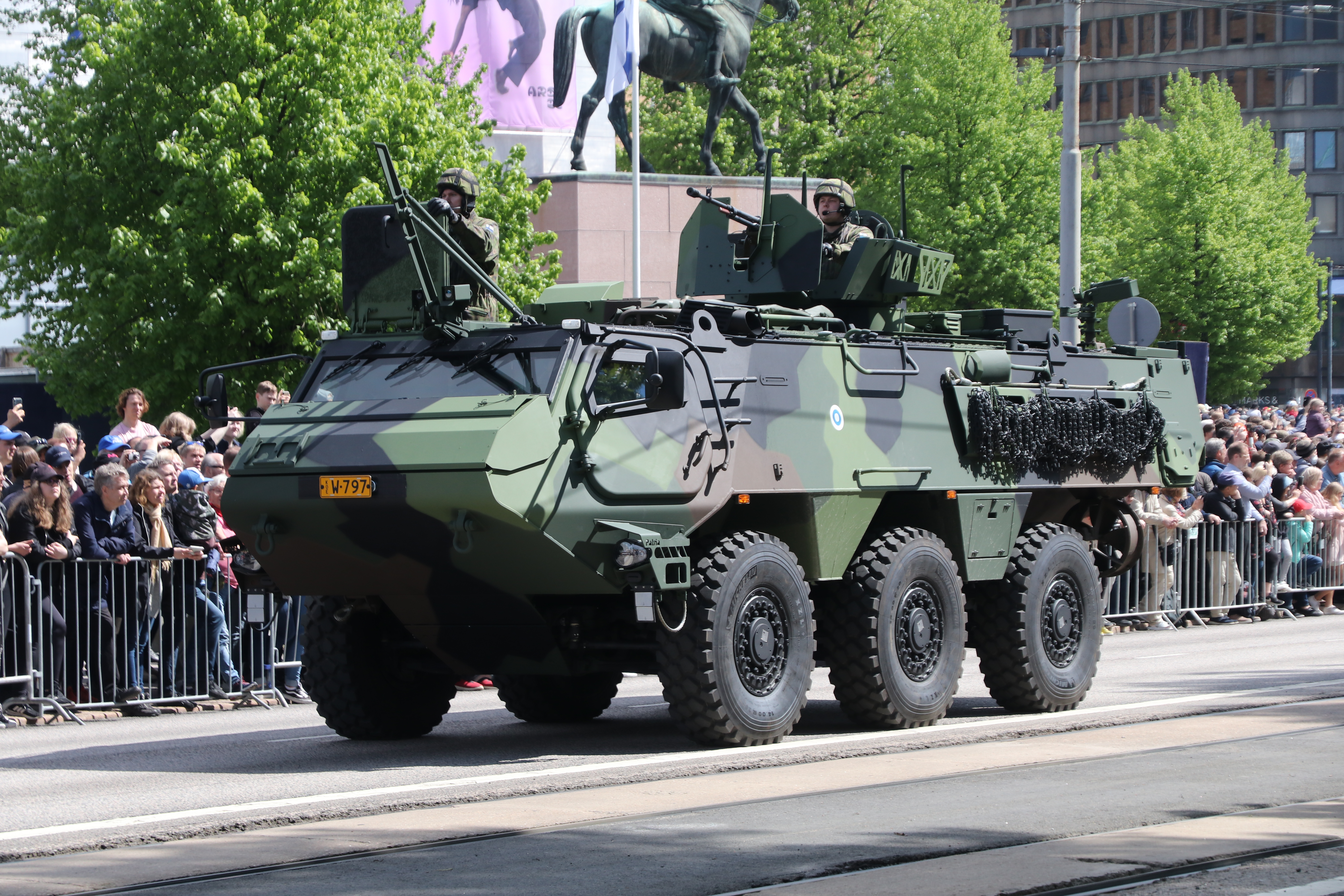
Patria 6×6 i Finländska armén

Patria 6×6 (Patria XA-300), av svenska i Försvarsmakten  benämnd Pansarterrängbil 300, är en militärt splitterskyddat terränggående sexhjuligt trupptransportfordon som tillverkas av det finska försvarsindustriföretaget Patria.
Patria 6×6 är i första hand konstruerat som trupptransport, men kan konfigureras för andra roller också. Den grundläggande plattformen kan skräddarsys för att möta olika användarkrav genom många tillvalsfunktioner, till exempel simsystem, vinsch, uppgraderat pansarskydd och olika vapensystem. Vapensystem som kan integreras i fordonet är allt från kulspruta upp till 25/30 mm medelkaliber automatkanon och Patria Nemo 120 mm granatkastarsystem.
Fordonet är konstruerat med att förare och vagnschef är placerade framför motorrummet, medan trupp- och rollspecifik utrustning är placerade i det bakre utrymmet. På högersida finns en passage som det möjligt att röra sig mellan främre och bakre utrymmet.
Patria 6×6 chassi är baserat med struktur och komponenter från Patria AMVXP. Fordonets förväntade livslängd är mer än 30 år.

## Historik
Patria 6x6 lanserades på Eurosatory 2018-mässan i juni 2018. En variant med Patria Nemo, en version försedd med en 12 cm granatkastare, visades i DSEi 2019 och en Heavy Armored Personal Carrier-variant med 25 mm fjärrvapensystem i DSEi 2021.

## Common Armored Vehicle System CAVS Program
I början av 2020 enades Finland, Estland och Lettland om ett gemensamt utvecklingsprogram för Common Armored Vehicle Systems (CAVS) baserat på Patria 6x6. Programmet är fortfarande öppet för andra nationer att ansluta sig till det. Som ett resultat av CAVS-programmet tillkännagav Lettland en beställning på över 200 fordon. Det är planerat att från 2023 Patria 6x6 för den lettiska arméns behov kommer att vara helt tillverkad i Cēsis, Lettland med delproduktion med start 2022. De första fordonen levererades i oktober 2021. Finland följde med en avsiktsförklaring med att anskaffa 160 fordon 2023. FDF tecknade ett avtal med Patria om att förvärva tre förseriefordon levererade till sommaren 2022 för testanvändning innan den slutliga seriebeställningen. År 2022 gick Sverige och Tyskland med i CAVS-programmet.

## Användare

### Deltagande länder i CAVS
- Lettland [4] 
Skaffade 200 fordon (levereras mellan 2021 och 2029).

- Finland [3]
91 fordon beställda i juni 2023 med ytterligare 70 beställda under 2024.[10][11]

- Sverige 
Sverige gick med i FoU-fasen av programmet i juni 2022.[12] Med den första ordern 2023 avslöjades den lokala beteckningen, " Pansarterrängbil 300".[13][14]
  - En förserie på 20 fordon beställdes i april 2023 till Livgardet som levererades under hösten 2023.[15][16]
  - 321 fordon beställdes i mars 2024 med leveranser planerade fram till 2030.[17][18] Pansarterrängbil 300 kommer att utrusta:
    - Artilleriet
    - Ingenjörtrupperna
    - Luftvärnet

- Tyskland
  - TPz Fuchs successor program:
En avsiktsförklaring om att gå med i programmet offentliggjordes i juni 2022. Det tekniska arrangemanget för CAVS undertecknades officiellt den 17 april 2023. Detta fordon tillsammans med Boxer kommer att ersätta TPz Fuchs och M113. Men från och med november 2023 kommer ersättningen av TPz Fuchs att vara en del av tävlingen. Patria 6×6 kommer att tävla mot Pandur Evo 6×6 och TPz Fuchs 1A9.[19]
  - SpähFz NG program (Spähfahrzeug Next Generation):
Ersättning av Fennek scoutfordon, program som lanserades i oktober 2023, i konkurrens mot Pandur Evo 6×6 och Iveco SuperAV.[20]Fordonen måste vara beväpnade med en 25 mm kanon för att kunna använda Thales D-LBO-system, potentiellt för att vara amfibie. 2 prototyper som ska levereras 2026, 90 2027-2028 och 160 som tillval.

### Tidigare deltagande länder i CAVS
- Estland 
Estonia gick med i programmet med Finland och Lettland 2019, men hoppade senare av programmet.[21] De estniska landstyrkorna beställde 230 fordon för 200 miljoner euro till turkiska försvarsföretag:[22]
- Otokar ARMA (6×6)
- Nurol Makina NMS (4×4)